# 小部 (佛經)
《小部》（巴利語：Khuddakanikāya），又称《小尼迦耶》，为《巴利三藏》中收錄偈頌等雜類的經藏，南傳上座部佛教典籍，對應北傳佛教的雜藏。《小部》編訂的完成通常認定在比四尼迦耶（或稱四阿含）要更晚的時期，具有經藏補遺的性質。不過，小部包含貼近佛世時的古老經文，例如：《法句》、《自說》、《如是語》、《經集》、《長老偈》、《長老尼偈》等六部，屬於比較古老的偈頌。其他的經文成立較為後期，接近各部派論藏成立的時期。
斯里蘭卡及泰國巴利經藏的小部有十五部經，而緬甸小部是十八部經。雖稱為小部，事實上在五尼迦耶中部帙最為龐大。據元亨寺的漢譯南傳大藏經，長部3冊、中部4冊、相應部6冊、增支部7冊、小部22冊（其中本生因包含註釋，佔了12冊，若略去經注不計，假定本生是在1-2冊間，則小部約為11-12冊左右）。

## 定義
巴利語Khuddaka（梵語: kṣudraka）的意思為「小」或「雜」。尼迦耶、尼柯耶（nikaya）是南傳上座部對「阿含」（āgama）的稱呼。因此，小部、小尼柯耶（Khuddaka nikaya），又稱作小阿含（kṣudraka āgama，古漢語譯為少分阿含、雜類阿笈摩），即是指雜藏。

## 範圍
斯里蘭卡及泰國巴利經藏《小部》由十五部经组成，緬甸《小部》由十八部經组成：
1. 小誦（英语：Khuddakapatha）（Khuddakapāṭha）：從其它經律中選錄，供初學者誦習的9部短小經文。
2. 法句（Dhammapada）：佛法之要偈，教義之名句，共26品，423偈。
3. 自說（Udāna）：佛陀無問自發感興之偈，多處與律藏的「犍度」相同。
4. 如是語（Itivuttaka）：以增一法集成的重頌，表示輾轉傳來聽聞的話語，以「吾從世尊，聞如是語」起頭。
5. 經集（英语：Sutta Nipata）（Suttanipāta）：為赤銅鍱部所選錄的經文集成，主要由偈頌所組成，包含了許多初期佛教的經文。
6. 天宫事（英语：Vimanavatthu）（Vimānavatthu）：講述行善上生天界的種種樂事。
7. 餓鬼事（Petavatthu）：講述遭惡報墮為餓鬼的悲慘故事。
8. 長老偈（英语：Theragatha）（Theragāthā）：佛陀的大弟子比丘所說，以1279偈講述264位長老的事跡。
9. 長老尼偈（英语：Therigatha）（Therīgāthā）：佛的大弟子比丘尼所說，以522首偈頌講述73位長老尼的事跡。
10. 本生（Jātaka）：俗稱「五百五十本生」，收錄本生故事547個，但重複頗多。巴利本生是偈頌體，長行部分來自註釋。
11. 義釋（Niddesa）：對《經集》中的〈義品〉、〈彼岸品〉，以及〈犀角經（英语：Rhinoceros Sutra）〉的義疏，傳說為舍利弗所作。
12. 無礙解道（英语：Patisambhidamagga）（Paṭisambhidāmagga）：論述止觀為主的論書，體裁近於部派的阿毗達摩，傳說為舍利弗所作。
13. 本行（Apadāna）：講述佛陀、辟支佛、長老、長老尼的前世傳略和生平事跡及業報因緣。
14. 佛種姓（Buddhavaṃsa）：講述佛傳故事的專品，風格與《長部·大本經》相類 。
15. 行藏（英语：Cariyapitaka）（Cariyāpiṭaka）：用偈頌講述了35個本生故事。特別著重在十波羅蜜多，講釋迦佛前生的大行。
16. 導論（英语：Nettipakarana）（Nettippakaraṇa）： (緬甸版有，泰國版沒有)，傳說為迦旃延所作，用十六種瓔珞(hāra，用來解釋經文的模式，如同串起珠寶那樣貫串經文)、五種意趣(naya，理趣、方法)以及十八種根本句(mūlapada)作為解釋的導引。
17. 藏釋（英语：Petakopadesa）（Peṭakopadesa）： (緬甸版有，泰國版沒有)，傳說為迦旃延所作，和導論編排不同但為同一種類型與相同主題的作品，成立年代比導論要早。
18. 彌蘭王問（Milindapañha）： (緬甸版有，泰國版沒有)，彌蘭王（即米南德一世）向比丘那先（又譯龍軍）問道的集錄。
19. 經攝（Suttasaṃgaha）： (緬甸藏經目錄有)，從巴利三藏及其註釋中選錄出的重要經文。

按《善見律毘婆沙》記載，《屈陀迦》（Khuddaka的音譯）分為「十四部」，當中不包含小誦。
又據巴利聖典協會本的長部義註《吉祥悅意》記載，長部師（Digha-bhāṇakā）將稱為「小典」(Khuddaka-gantha)的本生、長老尼偈等十一種佛典（未提小誦、佛種姓、行藏及本行）置於《阿毘達磨藏》。不過，中部師（Majjhima-bhāṇakā）將這些佛典含佛種姓、行藏及本行在內等十四種（未提小誦）歸於經藏中的小部。
無畏山寺派的《解脫道論》，同樣把《義釋》和《無礙解道》歸入阿毘達磨。
《小部》開合和歸屬的分歧，反映出《雜藏》的特性。不過15部經是一般認定的通說。18部經則是緬甸第五次結集時刻於石上，而在第六次結集成印刷及網上版。在斯里蘭卡阿努拉德普勒城編輯的《經攝》(Sutta-saṃgaha)，收於1888年緬甸藏經目錄《Piṭakat samuiṅ》，但不包含在1956年的緬甸三藏《Chaṭṭasaṅgāyana》中。

## 譯本

### 全本
- 吳老擇、慧嶽譯，漢譯南傳大藏經[]·小部（26-47冊），1995-1996，元亨寺妙林出版社（巴利本生原來只有偈頌，長行散文是隨日文版從註解中譯出。彌蘭王問於1997年由郭哲彰譯出，當作三藏外文獻而位於63-64冊。）[15]

### 單行本
〔小誦〕
- 黃謹良譯，小誦（泰國版）
- 鄧殿臣譯，小誦（僧伽羅版）
- 法雨道場編印，小誦，2006[16]
- 禪世界翻譯組，小誦，2021
- 莊春江譯，小誦，2023

〔法句〕
- 了参譯，南傳法句，1953
- 黃謹良譯，法句經（泰國版），1969
- 淨海譯，真理的語言，1973
- 周金言譯，法句經故事集（達摩難陀編），1996
- 謝友利、林佳穎譯，真理的寶藏，1997
- 敬法譯，法句經，2000/2015
- 法增譯，南傳法句經，2001
- 黃寶生譯，巴漢對勘法句經，2005
- 蘇錦坤譯，法句經白話文版，2021
- 禪世界翻譯組，法句經，2024
- 莊春江譯，法句，2024

〔自說〕
- 黃謹良譯，自說經（泰國版）
- 鄧殿臣譯，即興自說（僧伽羅版）
- 陳琦燕譯，自說經 （僧伽羅版），見巴利文翻譯組學報第三期至第十期
- 莊春江譯，優陀那

〔如是語〕
- 黃謹良譯，如是語經（泰國版）
- 陳琦燕譯，如是語（僧伽羅版），見巴利文翻譯組學報第十一期至第十六期
- 禪世界翻譯組，如是語經，2021
- 莊春江譯，如是語

〔經集〕
- 郭良鋆譯，經集，1990
- 達和譯，經集，2008
- 禪世界翻譯組，經集，2021
- 莊春江譯，經集，2024
- 法舫譯，吉祥經（英语：Mangala Sutta）
- 李榮熙譯，吉祥經（英语：Mangala Sutta）
- 明法譯，吉祥經，2001/2006[17][16]
- 法舫譯，南傳大悲經（慈經）
- 明法譯，慈經，1996/2006[18][16]
- 法舫譯，三寶經（寶經（英语：Ratana Sutta））
- 法舫譯，婆羅門正法經
- 明法譯，正確的行腳，1995[19]

〔長老、長老尼偈〕
- 鄧殿臣、威馬萊拉擔尼(Vimalaratana)合譯，長老偈‧長老尼偈（僧伽羅版），1997
- 莊春江譯，長老偈，2024
- 莊春江譯，長老尼偈，2024

〔天宮事〕
- 莊春江譯，天宮事，2024

〔餓鬼事〕
- 莊春江譯，餓鬼事，2024

〔本行〕
- 莊春江譯，阿波陀那，2025

〔本生〕
- 夏丏尊譯（未全譯，因緣總序及前面150篇），1944
- 郭良鋆、黃寶生合譯，佛本生故事選（未全譯，選譯154篇），1985
- 鄧殿臣譯，大隧道本生（僧伽羅版）

〔義釋〕
- 莊春江譯，義釋，2020

〔無礙解道〕
- 莊春江譯，無礙解道，2019

〔佛種姓〕
- 莊春江譯，佛種姓，2025

〔行藏〕
- 莊國彬譯， 行藏，見圓光佛學學報十六期 （页面存档备份，存于）、十九期 （页面存档备份，存于）、二十期 （页面存档备份，存于），2010-2012
- 莊春江譯，所行藏，2025

〔彌蘭王問〕
- 巴宙譯，南傳彌蘭王問經，1997
- 莊春江譯，彌蘭王問經，2021-2022

### 英譯
- T. W. Rhys Davids譯，Questions of King Milinda，1890-1894，Clarendon Press， SuttaCentral 網路版 （页面存档备份，存于）（彌蘭王問）
- E. B. Cowell等譯，The Jataka or Stories of the Buddha's Former Births，六冊，1895，Cambridge at the University Press， SuttaCentral 網路版 （页面存档备份，存于）（本生）
- Caroline Rhys Davids譯，Psalms of the Early Buddhists，1909, 1913，Bristol: Pali Text Society （長老尼偈、長老偈）
- Isaline Blew Horner & H S. Gehman譯，Minor Anthologies of the Pali Canon，1931–75，四冊，Bristol: Pali Text Society （法句、小誦、自說、如是語、佛種姓、行藏、天宮事、餓鬼事）
- Bhikkhu Nanamoli譯，The Guide，1962，Bristol: Pali Text Society（導論）
- Bhikkhu Nanamoli譯，Pitaka-Disclosure，1964，Bristol: Pali Text Society（藏釋）
- Bhikkhu Nanamoli譯，The Path of Discrimination，1982，Bristol: Pali Text Society（無礙解道）
- John D. Ireland譯，The Udana and the Itivuttaka，1997，Buddhist Publication Society（自說、如是語）
- Bhikkhu Bodhi（英语：Bhikkhu Bodhi）譯，The Suttanipata: An Ancient Collection of the Buddha's Discourses and Its Canonical Commentaries，2017， Somerville, MA: Wisdom Publications（經集）
- Jonathan S. Walters譯，Legends of the Buddhist Saints，2017，Whitman College，SuttaCentral 網路版 （页面存档备份，存于）（本行）
- Bhante Sujato（英语：Bhikkhu Sujato）譯，Minor Discourses，2014-2021，SuttaCentral 網路版 （页面存档备份，存于）（小誦、法句、自說、如是語、經集、長老偈、長老尼偈）
- zacanger（網路ID）譯，Niddesa，2021，網路版 （页面存档备份，存于）（義釋）

## 對應
巴利小部典籍，在漢傳大藏經中的對應傳本或相關文獻：
| 巴利三藏小部            | 漢傳大藏經                                                              | 附註 |
| ----------------------- | ----------------------------------------------------------------------- | --- |
| 《法句》                | 維祇難等人譯:《法句經》 天息災譯:《法集要頌經》                         | 另有《法句喻經》和《出曜經》，為穿插故事、解釋，非純偈頌的譯本                                                       |
| 《自說》                | 天息災譯:《法集要頌經》                                                 | 說一切有部《自說品》對應部份《自說經》偈頌。自說品的漢譯本為《法集要頌經》和《出曜經》                               |
| 《如是語》              | 玄奘譯:《本事經》                                                       | |
| 《經集》                |                                                                         | 經集各品的偈頌亦見於《阿含經》、《法句經》、《佛本行集經》、《四分律》、《大智度論》和《瑜伽師地論》等等             |
| 《經集·義品》           | 支謙譯:《義足經》                                                       | |
| 《經集·犀角經》         |                                                                         | 《辟支佛因緣論》是和《犀角經》有關的注釋                                                                             |
| 《餓鬼事》              | 法顯和佛馱跋陀譯： 《雜藏經》 失譯：《鬼問目連經》 失譯：《餓鬼報應經》 | |
| 《長老偈》 《長老尼偈》 |                                                                         | 部分偈頌亦見於《雜阿含經》、《中阿含經》、《法句經》等                                                               |
| 《本生》 《行藏》       | 竺法護譯:《生經》                                                       | 參見《六度集經》、《撰集百緣經》、《菩薩本行經》、《菩薩本生鬘論》、《賢愚經》和《雜寶藏經》等本緣部經               |
| 《本行·長老本行》       | 竺法護譯:《五百弟子自說本起經》 失譯：《興起行經》                      | 〈長老本行〉可參見《根本說一切有部毘奈耶藥事》卷十六到十八。又〈長老本行〉中佛陀自說宿業餘報的章節可參見《興起行經》 |
| 《藏釋·第六章》         | 安世高譯:《陰持入經》                                                   | 婆藪跋摩《四諦論》中引有《藏釋》部份文句，稱出自於《藏論》，可能和《大智度論》所說之《𮔢勒》（或寫作毗勒）一書有關   |
| 《彌蘭王問》            | 失譯:《那先比丘經》                                                     | 可參見《雜寶藏經》卷九〈難陀王與那伽斯那共論緣〉                                                                     |

## 外部連結
- Khuddaka Nikaya in Pali and English at "MettaNet - Lanka"
- Khuddaka Nikaya in English at "Access to Insight" （页面存档备份，存于）
- The Pali Tipitaka （页面存档备份，存于） - Tipitaka.org --- 第6結集本のパーリ語原文を、様々な文字で読める
(Tipiṭaka (Roman) > Tipiṭaka (Mūla) > Suttapiṭaka > Khuddakanikāya)
- Suttacentral （页面存档备份，存于） Suttacentral 様々な言語訳が読める総合的な三蔵に関するサイト